# Rica Talk Hotel
Rica Talk Hotel er en skyskraber og et hotel, der ligger ved Stockholmsmässan i Älvsjö i Stockholms kommun, Sverige. Rica Talk Hotel har en højde på 72 m og har 19 etager og 248 værelser.
Rica Talk Hotel blev konstrueret af Rosenbergs Arkitekter og blev indviet den 23. maj 2006.